# Zákinthosz nemzetközi repülőtér
A Zákinthosz nemzetközi repülőtér (görög nyelven: Κρατικός Αερολιμένας Ζακύνθου «Διονύσιος Σολωμός») (IATA: ZTH, ICAO: LGZA) Görögország egyik nemzetközi repülőtere, amely Zákinthosz közelében található. Éves utasforgalma 1 800 457 fő (2018). Üzemeltetője a Fraport Greece.

## Futópályák
A repülőtér futópályái:
- 16/34

## Légitársaságok és úticélok
| Légitársaság                  | Célállomások |
| ----------------------------- | --- |
| Aegean Airlines               | Szezonális: Bucharest |
| Air Serbia                    | Szezonális: Belgrád |
| Animawings                    | Szezonális: Bucharest, Cluj–Napoca |
| Austrian Airlines             | Szezonális: Bécs Seasonal charter: Linz |
| Avion Express                 | Szezonális charter: Vilnius |
| Belavia                       | Szezonális charter: Minsk |
| Blue Air                      | Szezonális: Bucharest Seasonal charter: Cluj–Napoca |
| British Airways               | Szezonális: London–Heathrow |
| Brüsszel Airlines             | Szezonális: Brussels |
| Buzz                          | Szezonális charter: Gdańsk, Katowice, Krakkó, Varsó–Chopin, Wrocław |
| Chair Airlines                | Szezonális: Zürich |
| Condor                        | Szezonális: Düsseldorf, Frankfurt, Hamburg, München |
| Corendon Dutch Airlines       | Szezonális: Amszterdam, Maastricht/Aachen |
| DAT                           | Szezonális charter: Aarhus, Billund |
| easyJet                       | Szezonális: Berlin, Bristol, Liverpool, London–Gatwick, London–Luton, Milan–Malpensa |
| Edelweiss Air                 | Szezonális: Zürich |
| Enter Air                     | Szezonális charter: Katowice, Poznań, Vilnius, Varsó–Chopin, Wrocław |
| Eurowings                     | Szezonális: Düsseldorf, Salzburg, Stuttgart |
| Finnair                       | Szezonális: Helsinki |
| Jet2.com                      | Szezonális: Belfast–International, Birmingham, East Midlands, Edinburgh, Glasgow, Leeds/Bradford, London–Stansted, Manchester, Newcastle upon Tyne                                                      |
| LOT                           | Szezonális: Bydgoszcz, Katowice, Krakkó, Poznań, Varsó–Chopin |
| Lufthansa                     | Szezonális: München |
| NordStar                      | Szezonális charter: Moszkva–Domogyedovo |
| Novair                        | Szezonális charter: Göteborg-Landvetter, Oslo, Stockholm–Arlanda |
| Olympic Air                   | Athens |
| Ryanair                       | Szezonális: Bari, Bergamo, Bologna, Budapest, Charleroi, London–Stansted, Milan–Malpensa, Naples, Róma-Fiumicino, Bécs, Varsó–Modlin                                                                    |
| Scandinavian Airlines         | Szezonális charter: Göteborg-Landvetter, Stockholm-Arlanda |
| Sky Express                   | Athens, Kefalonia, Preveza/Lefkada |
| SkyUp                         | Szezonális: Kyiv–Boryspil |
| SmartLynx Airlines            | Szezonális charter: Dublin |
| Smartwings                    | Szezonális: Bratislava, Brno, Ostrava, Prága Seasonal charter: Katowice, Poznań, Varsó–Chopin |
| Swiss International Air Lines | Szezonális: Genf, Zürich |
| TAROM                         | Szezonális charter: Bukarest, Cluj-Napoca |
| Trade Air                     | Szezonális charter: Ljubljana |
| Transavia                     | Szezonális: Amszterdam, Eindhoven, Párizs–Orly |
| TUI Airways                   | Szezonális: Birmingham, Bournemouth, Bristol, Cardiff, Doncaster/Sheffield, East Midlands, Exeter, Glasgow, London–Gatwick, London–Stansted, Manchester, Newcastle upon Tyne Szezonális charter: Dublin |
| TUI fly Belgium               | Szezonális: Brüsszel |
| TUI fly Netherlands           | Szezonális: Amszterdam, Groningen, Rotterdam/The Hague |
| Tus Airways                   | Szezonális: Tel Aviv |
| Volotea                       | Szezonális: Bari, Naples, Palermo (folytatás 2022 június 2-án), Thessaloniki, Venice, Verona |
| Vueling                       | Szezonális: Róma-Fiumicino |
| Wizz Air                      | Szezonális: Bucharest, Budapest, Cluj-Napoca, London–Luton, Milánó–Malpensa, Róma-Fiumicino, Szófia, Tel Aviv, Bécs, Vilnius, Varsó–Chopin                                                              |

## Forgalom
Az utasforgalom az elmúlt években az alábbi módon változott:
| Utasok száma | 1 004 486 | 1 188 112 | 1 268 497 | 1 415 712 | 1 659 646 | 1 800 457 | 1 810 427 | 430 255 | 1 012 913 | 1 903 404 |
|              | 2013      | 2014      | 2015      | 2016      | 2017      | 2018      | 2019      | 2020    | 2021      | 2022      |